# Philippe Minard
Pour les articles homonymes, voir Minard.
Philippe Minard, né le 18 octobre 1961 à Pont-Audemer (Eure) et mort le 22 mars 2024 au Perreux-sur-Marne (Val-de-Marne), est un enseignant-chercheur et historien français.
Professeur des universités, titulaire d'une chaire d'histoire moderne de l'université Paris-VIII-Vincennes–Saint-Denis et directeur d'études cumulant à l'École des hautes études en sciences sociales, il est spécialiste de l'histoire économique et sociale de la France et de l'Angleterre au XVIIIe siècle.

## Biographie
Après une classe  préparatoire au lycée Henri-IV, Philippe Minard est élève de l'École normale supérieure de Fontenay-aux-Roses (promotion 1982). Il est agrégé  d'histoire en 1985. En 1994, il obtient un doctorat en histoire à l'Université Panthéon-Sorbonne avec une thèse intitulée L'inspection des manufactures en France, de Colbert à la Révolution et rédigée sous la direction de Daniel Roche. Il est maître de conférence à l'université de Lille de 1995 à 2005, où il est membre de l'Institut de recherches historiques du Septentrion.
Il obtient une habilitation à diriger des recherches (HDR) en 2004 à l'Université Panthéon-Sorbonne, avec pour sujet « Marché, normes et institutions en France et en Angleterre dans le "long XVIIIe siècle" ». En 2005, il est élu professeur à l'université Paris-VIII-Vincennes–Saint-Denis, et directeur d'études cumulant à l'École des hautes études en sciences sociales (EHESS) en 2007. 
Il est responsable des locaux du laboratoire « Institutions et Dynamiques historiques de l’économie et de la société » à l'Université Paris-VIII. À l'EHESS, il est membre du Centre de recherches historiques. Il est également membre fondateur de l'Association française pour l'histoire des mondes du travail. À partir de 2018, il est directeur de la Revue d'histoire moderne et contemporaine. Il intègre également la promotion 2018 des membres séniors de l'Institut universitaire de France.
Il organise plusieurs écoles d'été avec l'historien Steven Kaplan à l'Université Cornell.
Philippe Minard meurt le 22 mars 2024,, au Perreux-sur-Marne. Il reçoit l'hommage du monde universitaire, à travers des communiqués de Romain Huret, président de l'École des hautes études en sciences sociales, de l'Institut universitaire de France, de l'Institut de recherches historiques du Septentrion, du laboratoire « Institutions et dynamiques historiques de l’économie et de la société » de l'Université Paris 1, de l'Institut d’histoire moderne et contemporaine, de l'Association française pour l'histoire des mondes du travail, de l'Association historiennes et historiens du contemporain et de l'Association française d’histoire économique.

## Prises de position
En 2007, Philippe Minard appelle à voter pour Ségolène Royal, dans un texte publié dans Le Nouvel Observateur, « contre une droite d’arrogance », pour « une gauche d’espérance ».

## Publications
- Philippe Minard (préf. Daniel Roche), Typographes des Lumières : suivi des Anecdotes typographiques de Nicolas Contat, Seyssel, Éditions Champ Vallon, 1989, 304 p. (ISBN 978-2876730649).
- Philippe Minard, La fortune du colbertisme : état et industrie dans la France des Lumières, Paris, Fayard, 1998, 506 p. (ISBN 978-2213600468).
- Philippe Minard et René Grevet, France moderne par les sources : 1498-1653, vol. 1, Paris, Hachette supérieur, coll. « L'histoire par les sources », 1999, 159 p. (ISBN 978-2011453358).
- Philippe Minard et Jean-Pierre Jessenne, France moderne par les sources : 1653-1789, vol. 2, Paris, Hachette supérieur, coll. « L'histoire par les sources », 1999, 159 p. (ISBN 978-2011452122).
- Vincent Milliot et Philippe Minard, La France d'Ancien Régime : Pouvoirs et société, Malakoff, Armand Colin, 2018, 240 p. (ISBN 978-2-200-62431-6)